# 梨谷站
梨谷站（：／ Igok yeok */?）是大邱地鐵2號線沿線的一座地下車站，位於韓國大邱廣域市達西區梨谷洞。

## 車站結構
站體為1面2線島式月台的地下車站，候車月台設有月台幕門，並有6處出口。

### 月台配置
| 城西產業園區 ↑ |
| 下 上 \|       |
| ↓ 龍山         |

| 月台 | 路線               | 目的地                   |
| ---- | ------------------ | ------------------------ |
| 上行 | ●大邱都市鐵道2號線 | 大希爾、啟明大、汶陽方向 |
| 下行 | ●大邱都市鐵道2號線 | 半月堂、泛魚、嶺南大方向 |

## 歷史
- 2005年10月18日：落成啟用。

## 車站周邊
- 大邱地方調達廳
- 大邱城西初等學校
- 大邱城池初等學校
- 城西高校
- 城西產業園區（朝鲜语：성서산업단지）
- 中部內陸高速公路支線城西交流道

## 圖片

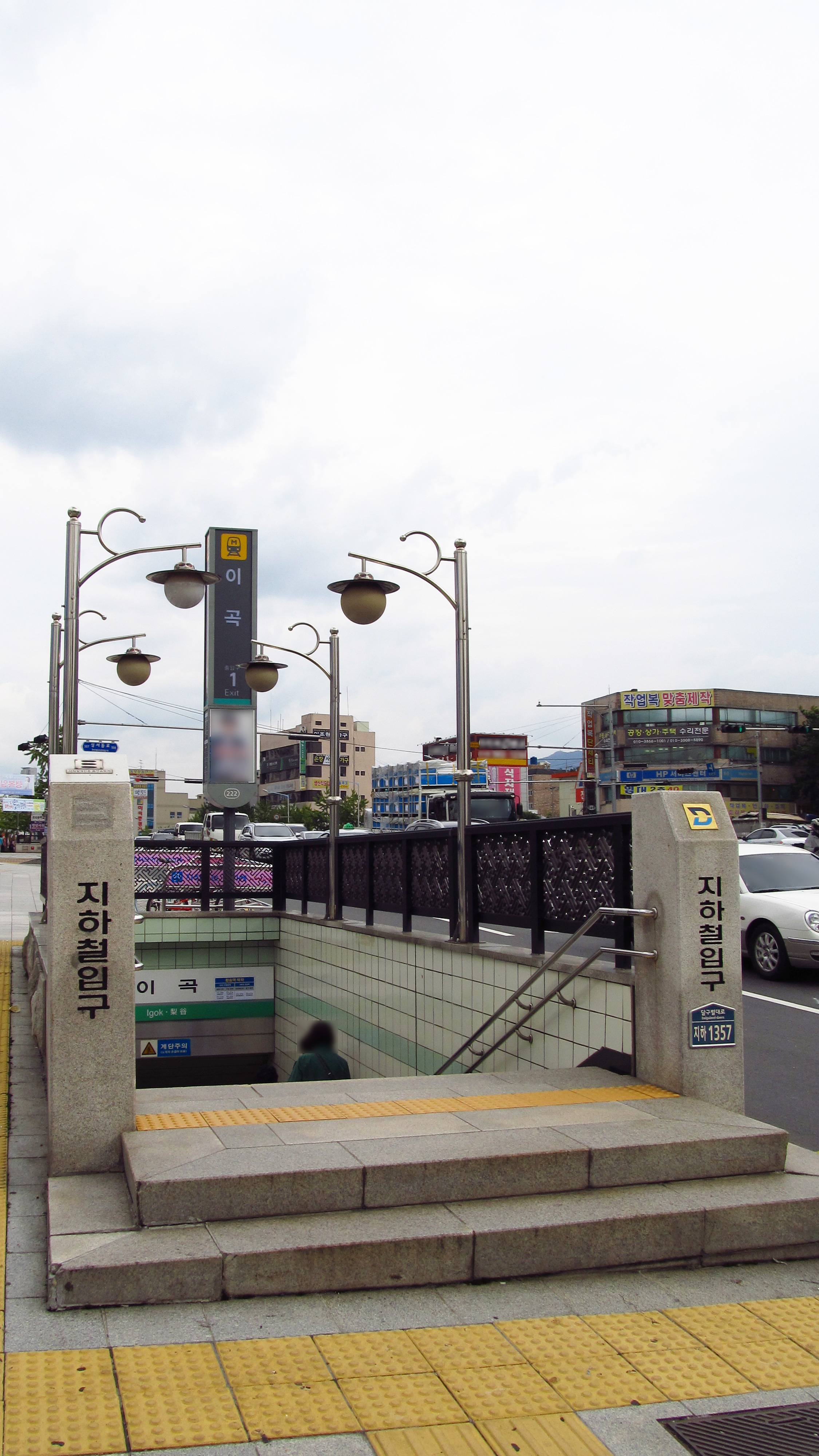
1號出口
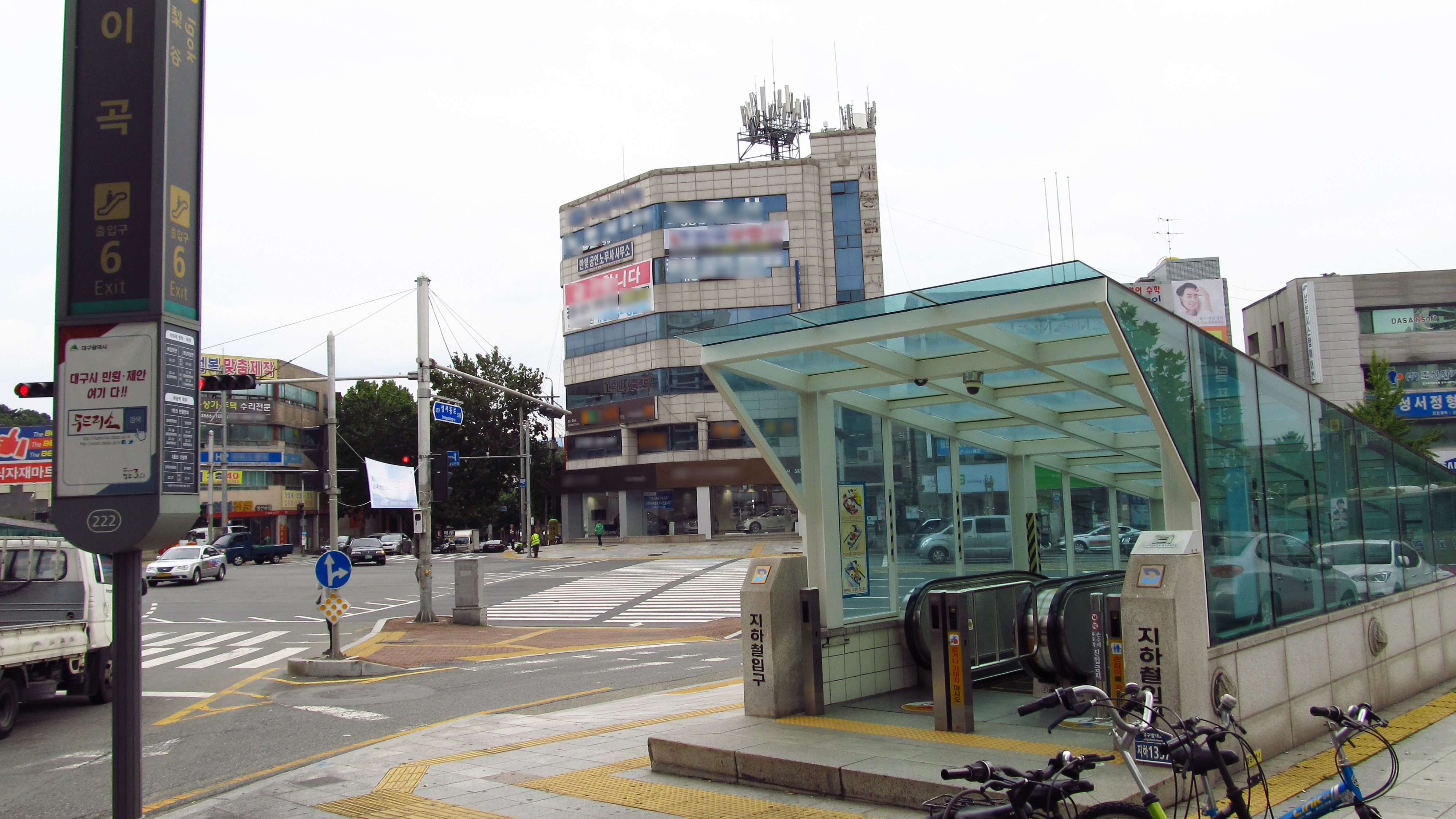
6號出口

## 相鄰車站
大邱都市鐵道公社
●大邱都市鐵道2號線
城西產業園區（221）－梨谷（222）－龍山（223）